# Desa Dukuhtengah (administrativ by i Indonesien, Jawa Barat)
Desa Dukuhtengah är en administrativ by i Indonesien.   Den ligger i provinsen Jawa Barat, i den västra delen av landet, 180 km öster om huvudstaden Jakarta.